# Bentonville (Arkansas)

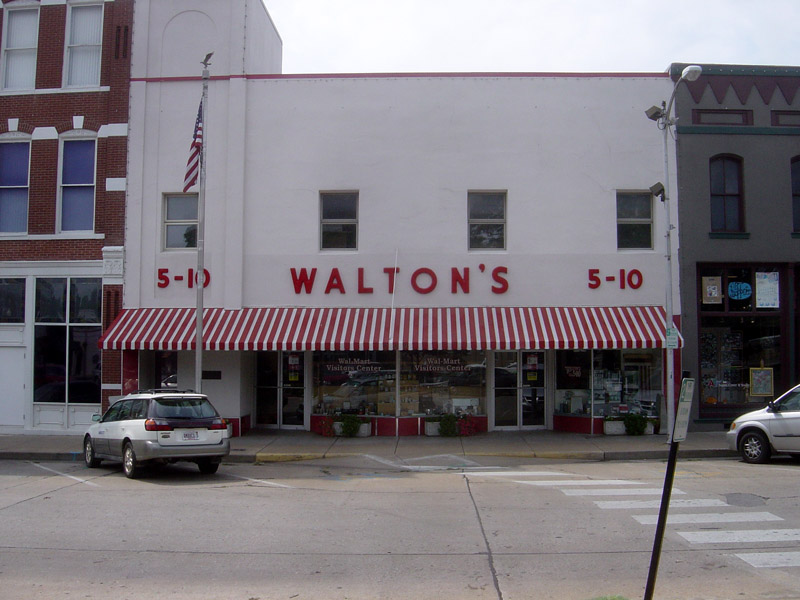
La tienda de Sam Walton Walton's Five and Dime, en la actualidad el Centro de Visitantes de Wal-Mart, en el centro de Bentonville

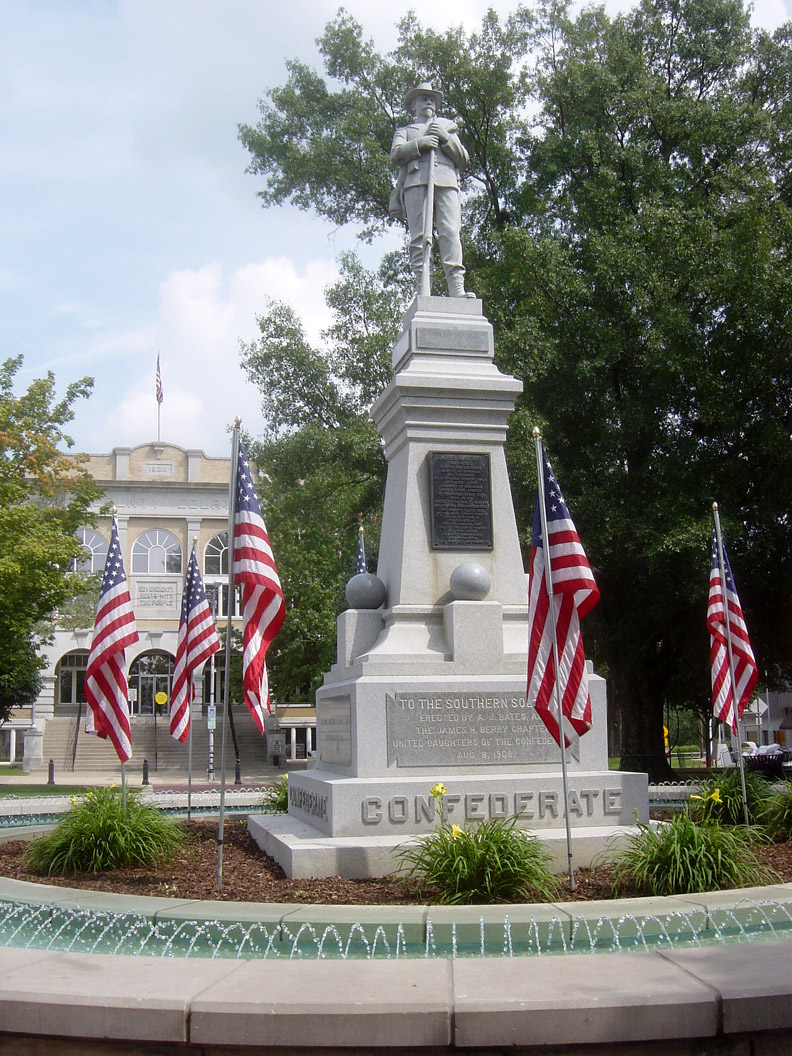
Monumento en homenaje a James Henderson Berry, soldado sureño de la Confederación y 17° Gobernador de Arkansas, localizado en la plaza de la ciudad en frente del Centro de Visitantes de Wal-Mart

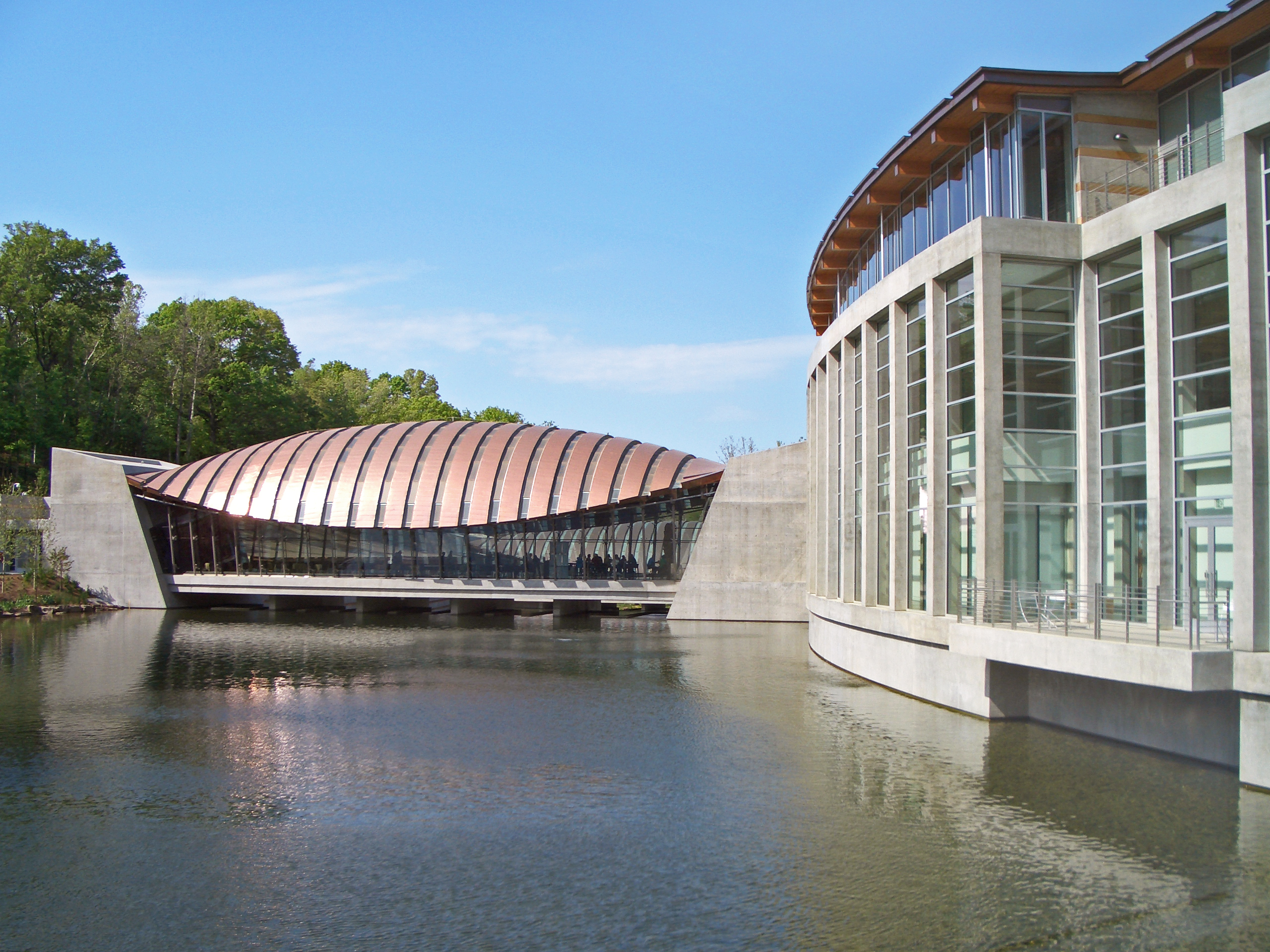
Crystal Bridges Museo de Arte Americano

Bentonville es una ciudad en el condado de Benton, Arkansas, Estados Unidos. Según el censo de 2020, tiene una población de 54,164 habitantes.
Es la sede del condado de Benton y la novena ciudad entre las más grandes del Estado.
Es el lugar donde nació Wal-Mart, la compañía minorista más grande del mundo, y donde tiene sus oficinas centrales.

## Geografía
Bentonville se localiza a 36°21′11″N 94°15′01″O / 36.35306, -94.25028 (36.35304, -94.250259). Según la Oficina del Censo de los Estados Unidos, la ciudad tiene un área total de 88,71 km², de los cuales 88,19 km² corresponde a tierra y 0,52 km² es agua.

## Demografía
Para el censo de 2000, había 19.730 personas, 7.458 hogares y 5.265 familias en la ciudad. La ciudad creció considerablemente en los años 1990, ya que para 1990 la población era 11.257.
La densidad de población era 358,7 hab/km². Había 7.924 viviendas para una densidad promedio de 144,0 por kilómetro cuadrado. De la población 90,92% eran blancos, 0,88% afroamericanos, 1,33% amerindios, 2,40% asiáticos, 0,04% isleños del Pacífico, 2,68% de otras razas y 1,76% de dos o más razas. 6,07% de la población eran hispanos o latinos de cualquier raza.
Se contaron 7.458 hogares, de los cuales 40,1% tenían niños menores de 18 años, 55,6% eran parejas casadas viviendo juntos, 11,9% tenían una mujer como cabeza del hogar sin marido presente y 29,4% eran hogares no familiares. 24,4% de los hogares eran un solo miembro y 6,7% tenían alguien mayor de 65 años viviendo solo. La cantidad de miembros promedio por hogar era de 2,59 y el tamaño promedio de familia era de 3,11.
En la ciudad la población está distribuida con 29,5% menores de 18 años, 9,8% entre 18 y 24, 34,2% entre 25 y 44, 17,9% entre 45 y 64 y 8,5% tenían 65 o más años. La edad media fue 31 años. Por cada 100 mujeres había 93,6 varones. Por cada 100 mujeres mayores de 18 años, había 91,3 varones.
El ingreso medio para un hogar en la ciudad fue de $39.936 y el ingreso medio para una familia $46.558. Los hombres tuvieron un ingreso promedio de $31.816 contra $23.761 de las mujeres. El ingreso per cápita de la ciudad fue de $20.831. Cerca de 10,3% de las familias y 7,5% de la población estaban por debajo de la línea de pobreza, 13,7% de los cuales eran menores de 18 años y 10,9% mayores de 65.

## Residentes destacados
- Jim Walton, el 14° hombre más rico del mundo e hijo menor de Sam Walton, fundador de Wal-Mart.
- Karri Turner, actriz en la serie de TV JAG, creció en Bentonville.